# 東海運
東海運株式会社（あずまかいうん、英: Azuma Shipping Co., Ltd.）は、東京都中央区に本社を置く、総合物流会社である。

## 概要
太平洋セメント系企業で、アジア船向けターミナル業務が中心となっている。近年は、ロシア向けの国際輸送や静脈物流（リサイクル関連の物流）に力を注いでいる。
以前は、太平洋セメントの子会社であったが、2010年に一部株式を鈴与グループの鈴与建設に譲渡し、子会社でなくなっている。

## 沿革
- 1917年（大正6年）12月 - 東海運株式会社設立。山下汽船株式会社の東京湾における専属回漕業を開始。
- 1951年（昭和26年）8月 - 港湾運送事業法の施行により、京浜港・横須賀港・門司港・八幡港・徳山港・津久見港の6港にて事業登録。
- 1952年（昭和27年）8月 - 汽船龍洋丸を購入、小野田セメント株式会社（現・太平洋セメント株式会社）の海上輸送業務を開始。
- 1955年（昭和30年）11月 - 原田荷役株式会社を設立し、東京港の沿岸作業部門を全面委託。
- 1956年（昭和31年）12月 - 保険代理店業務等を行う目的で東興業株式会社(現・東カイウン商事株式会社 現・連結子会社)を設立。
- 1962年（昭和37年）5月 - 倉庫業認可。
- 1969年（昭和44年）2月 - 睦海運株式会社、中央運輸株式会社の2社を吸収合併。
- 1969年（昭和44年）9月 - 内航運送業(第1号業者)許可。
- 1970年（昭和45年）4月 - 通関業許可。
- 1973年（昭和48年）5月 - 内航船舶貸渡業許可。
- 1988年（昭和63年）10月 - セメント海上輸送の競争力強化のため、イースタンマリンシステム株式会社を設立。
- 1989年（平成元年）5月 - 阪神地区の港湾運送事業の基盤強化を目的に、近畿港運株式会社の株式を取得。
- 1991年（平成3年）6月 - 国際複合一貫輸送事業の東南アジアにおける中核拠点とするため、タイ国にSIAM AZUMA MULTI-TRANS CO.,LTD.を設立。
- 1993年（平成5年）2月 - 京浜地区における陸上輸送の拡大を図るため、株式会社トーユー（現・アヅマ・ロジテック株式会社 現・連結子会社）を設立。
- 1994年（平成6年）4月 - 国際事業部及び海運事業部を設置。
- 1994年（平成6年）10月 - 岩谷産業株式会社との共同出資により、横浜液化ガスターミナル株式会社を設立。
- 1998年（平成10年）4月 - ISO9002認証取得 (国際複合輸送部門)。
- 1999年（平成11年）9月 - 産業廃棄物収集運搬業許可。
- 2000年（平成12年) 11月 - セメントの海外輸送を目的に、パナマに現地法人AZM MARINE S.A.を設立。
- 2003年（平成15年）7月 - フェリー事業部、関東事業部、中部・関西事業部（現・中部事業部）、九州事業部、東京陸運事業部を設置。
- 2003年（平成15年）7月 - 中国青島に山東外運公司（現・山東青島中外運国際物流有限公司）との合弁会社青島運東儲運有限公司を設立。
- 2005年（平成17年）10月 - ISMコード (国際安全管理コード) 認証取得（外航船舶の船舶管理部門）。
- 2006年（平成18年）1月 - 営業基盤の強化を目的に、豊前開発株式会社と久保田海運有限会社を合併し、豊前久保田海運株式会社(現・連結子会社)を設立。
- 2007年（平成19年）3月 - 東京証券取引所市場第一部銘柄に指定[4]。
- 2007年（平成19年）5月 - 国際複合一貫輸送の拡充・拡大を図るため、香港の現地法人と上海の現地法人を統括管理する持株会社TANDEM HOLDING (HK) LTD.を共同出資により香港に設立。
- 2007年（平成19年）5月 - タイ国に於ける陸運事業を強化するため、SIAM AZUMA MULTI-TRANS CO.,LTD.の陸運部門を分離・独立させ、AZUMA TRANSPORT SERVICES (Thailand) CO.,LTD.を設立。
- 2008年（平成20年）2月 - 日本―ロシア間の船舶代理店部門の強化を目的に、トランスロシアエージェンシージャパン株式会社を共同出資により設立。
- 2008年（平成20年）12月 - 国内物流事業の強化・拡大を目的に、関東エアーカーゴ株式会社、関東エアーサービス株式会社及び関東トラック株式会社の株式を取得。
- 2010年（平成22年）1月 - 業務の効率化及び財務体質の改善等経営の効率化を図るため、関東エアーサービス株式会社を関東トラック株式会社が吸収合併。
- 2010年（平成22年）6月 - 日本におけるタンデム事業のより一層の拡充・拡大並びに航空貨物事業に対する需要への対応を図るため、株式会社KSAインターナショナルとの共同出資により、タンデム・ジャパン株式会社を設立。
- 2011年（平成23年）10月 - モンゴル国での事業展開の拡大を図るため、AZUMA SHIPPING MONGOLIA LLCとTANDEM GLOBAL LOGISTICS MONGOLIA LLCを設立。
- 2011年（平成23年）10月 - 中国華北地区における新たな営業拠点を確保し、また新規事業の一環として、中国国内の各種物流事業への展開を促進するため、青島に現地法人東華貨運代理（青島）有限公司を設立。
- 2012年（平成24年）1月 - 業務の効率化及び財務体質の改善等の経営の効率化を図るため、関東トラック株式会社を関東エアーカーゴ株式会社が吸収合併。
- 2012年（平成24年）4月 - 株式会社トーユーがアヅマ・ロジテック株式会社に商号を変更。
- 2012年（平成24年）7月 - 業務効率化及び財務体質の改善等の経営の効率化を図るため、当社のフェリー事業をアヅマ・ロジテック株式会社に事業譲渡。

## 事業概要
- 内航・外航海運
- 国内輸送
- 国際輸送
- 輸出入関連
- ロジスティクス・ソリューション
- トランクルームサービス
- 文書保管
- 不動産

## 主な事業拠点

### 国内
| 拠点名                             | 所在地                     |
| ---------------------------------- | -------------------------- |
| 本社 海運事業部                    | 東京都中央区               |
| 京浜事業部 港運部 東北営業所       | 宮城県亘理町               |
| 海運事業部 運航業務部 大船渡営業所 | 岩手県大船渡市             |
| 関東事業部                         | 群馬県太田市、千葉県千葉市 |
| 京浜事業部                         | 東京都大田区               |
| 東京陸運事業部                     | 東京都江東区               |
| 中部事業部                         | 愛知県名古屋市             |
| 近畿港運株式会社                   | 大阪府大阪市               |
| 九州事業部                         | 福岡県北九州市             |

### 海外
| 拠点名 | 所在地                   |
| --- | ------------------------ |
| 東華貨運代理（青島）有限公司                                                                                  | 中国・青島市             |
| 東華貨運代理（青島）有限公司 上海分公司 上海龍飛国際物流有限公司 タンデム・グローバル・ロジスティクス（上海） | 中国・上海市             |
| タンデム・グローバル・ロジスティクス（香港）                                                                  | 香港                     |
| タイ バンコク現地法人（2社）                                                                                  | タイ・バンコク           |
| モンゴル ウランバートル現地法人                                                                               | モンゴル・ウランバートル |
| アヅマCIS モスクワ駐在員事務所                                                                                | ロシア・モスクワ         |
| タンデム・グローバル・ロジスティクス（オランダ）ロッテルダム本社                                              | オランダ・ロッテルダム   |
| タンデム・グローバル・ロジスティクス（オランダ）アムステルダム支店                                            | オランダ・アムステルダム |
| タンデム グローバル ロジスティクス （インド） プライベート リミテッド                                         | インド・ムンバイ         |
| アルマトイ駐在員事務所                                                                                        | カザフスタン・アルマトイ |
| ミャンマー ヤンゴン現地法人                                                                                   | ミャンマー・ヤンゴン     |

## 関係会社

### 連結子会社
| 会社名                           | 所在地           | 主な事業内容 | 資本金(千円)    |
| -------------------------------- | ---------------- | ------------ | --------------- |
| 近畿港運株式会社                 | 大阪府大阪市     | 物流事業     | 40,000          |
| イースタンマリンシステム株式会社 | 大分県大分市     | 海運事業     | 50,000          |
| 豊前久保田海運株式会社           | 福岡県北九州市   | 海運事業     | 10,000          |
| アヅマ・ロジテック株式会社       | 東京都江東区     | 物流事業     | 100,000         |
| 関東エアーカーゴ株式会社         | 埼玉県さいたま市 | 物流事業     | 30,000          |
| タンデム・ジャパン株式会社       | 神奈川県横浜市   | 物流事業     | 50,000          |
| 東華貨運代理（青島）有限公司     | 中国・青島市     | 物流事業     | 9,300(千人民元) |
| AZM MARINE S.A.                  | パナマ・パナマ市 | 海運事業     | 111             |

### 持分法適用関連会社
| 会社名                                       | 住所           | 主な事業内容 | 資本金(千円)     |
| -------------------------------------------- | -------------- | ------------ | ---------------- |
| 原田荷役株式会社                             | 東京都港区     | 物流事業     | 11,000           |
| 横浜液化ガスターミナル株式会社               | 神奈川県横浜市 | 不動産事業   | 300,000          |
| トランスロシアエージェンシージャパン株式会社 | 東京都中央区   | 物流事業     | 50,000           |
| TANDEM HOLDING (HK) LTD.                     | 香港           | 物流事業     | 1,809(千US$)     |
| 上海龍飛国際物流有限公司                     | 中国・上海市   | 物流事業     | 10,266(千人民元) |